# Сухоцвіт лісовий
Сухоцві́т лісови́й (Omalotheca sylvatica, Gnaphalium sylvaticum) — вид рослин з родини айстрових (Asteraceae), поширений у Європі, Азії, Північній Америці (Канада, США).

## Опис
Багаторічна, трава, 15–40(50) см заввишки. Стебла густо облиствлені, здебільшого не розгалужені, густо сіро-волосисті. Листки лінійні або лінійно-ланцетні, з 1 жилкою, у напрямку догори поступово зменшуються; поверхні волосисті: зверху — тьмяно-зелені, знизу густо-білі. Кошики дзвіночкоподібні, зібрані в колосоподібне суцвіття. Суцвіття більш-менш гіллясте. Плід — еліптична, жовтувато-коричнева сім'янка. Чубчик з 25–35 волосків, які зрослися біля основи в колечко.

## Поширення
Поширений у Європі, Азії, Північній Америці (Канада, США).
В Україні вид зростає в лісах, чагарниках — у лісових районах і Лісостепу, рідше в Степу.

## Використання
Раніше використовувалася як лікувальна, а тепер може траплятися в альпінарії як декоративна рослина.

## Галерея

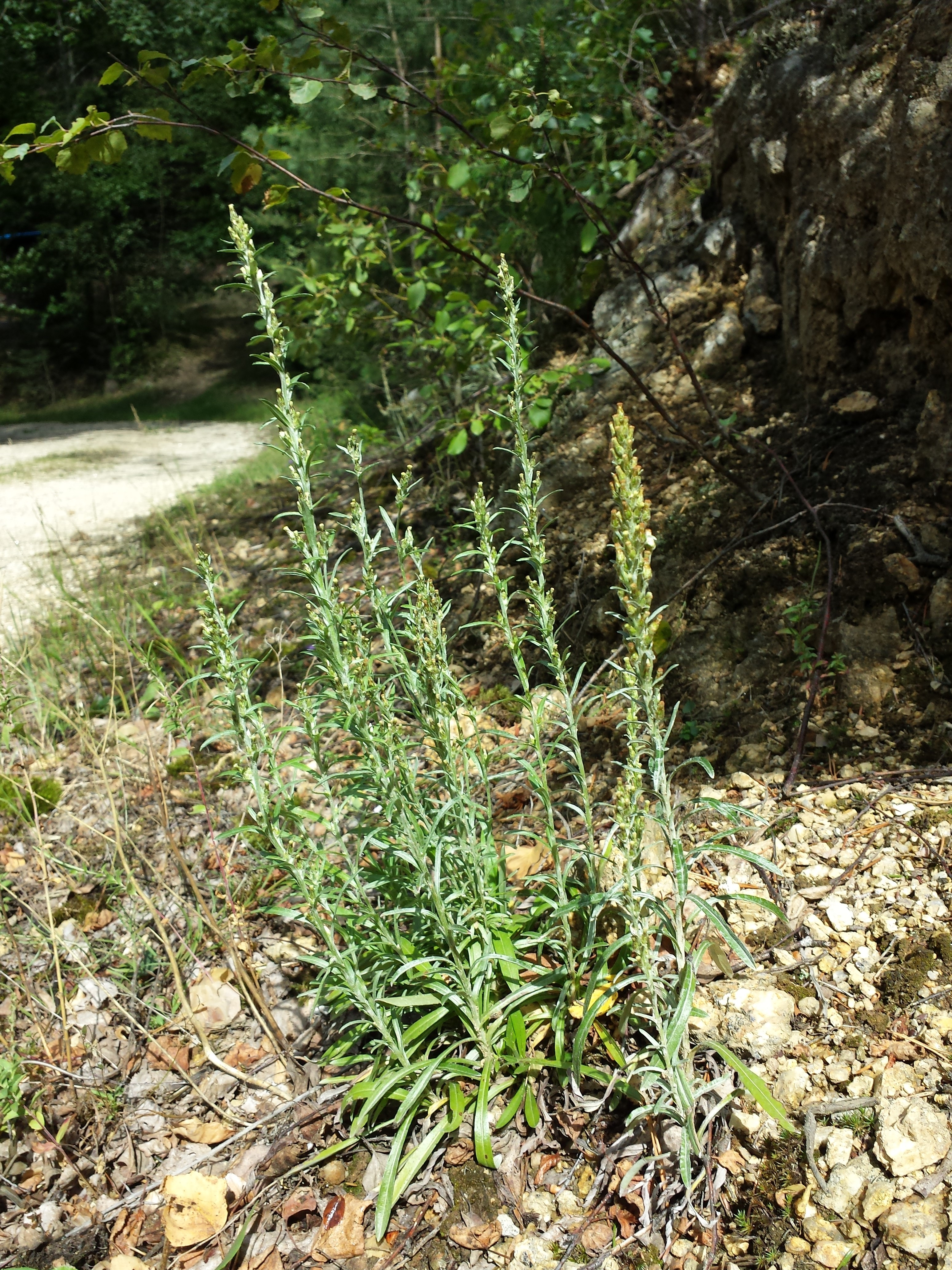
рослина в середовищі проживання
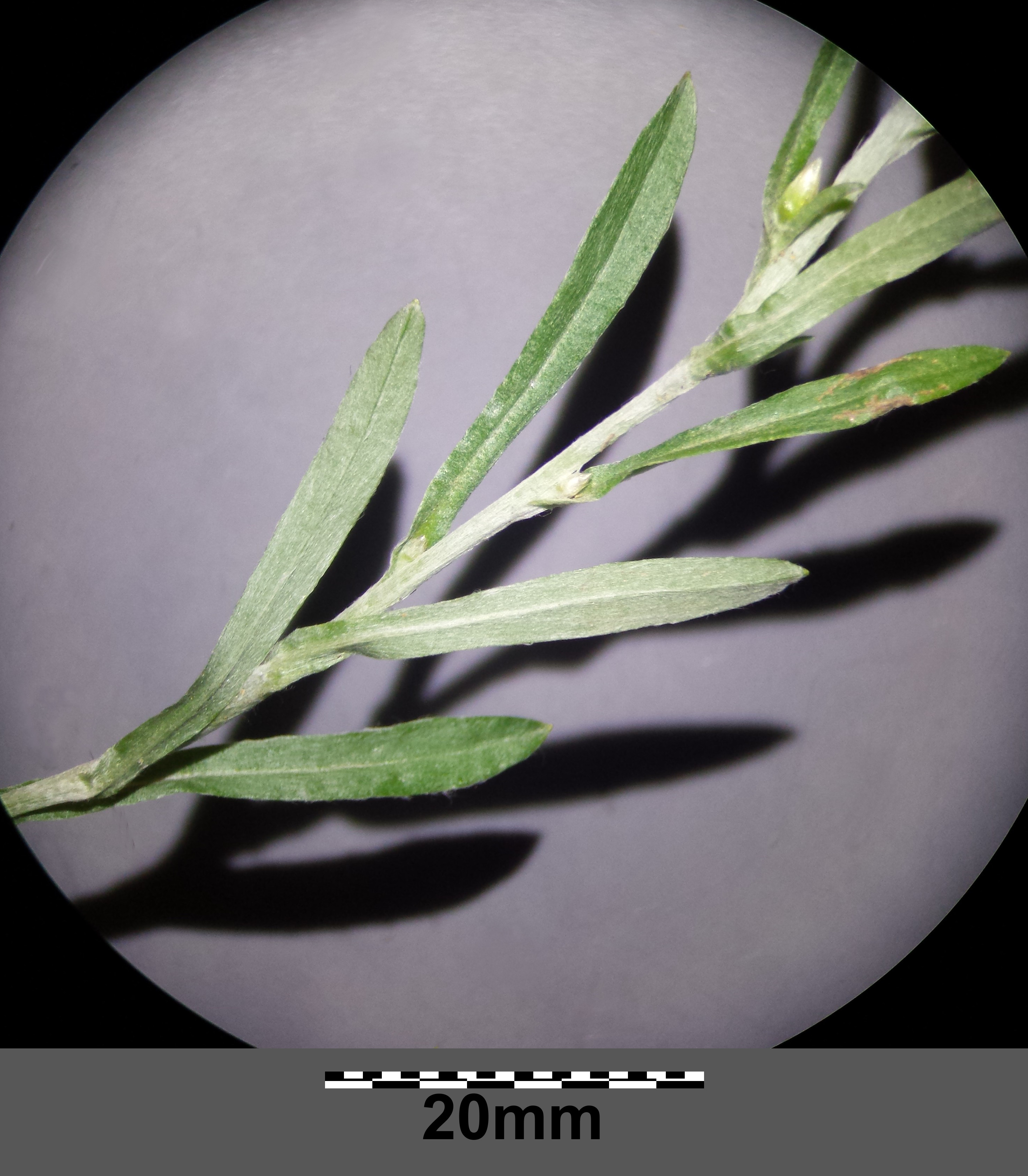
стебло з листям
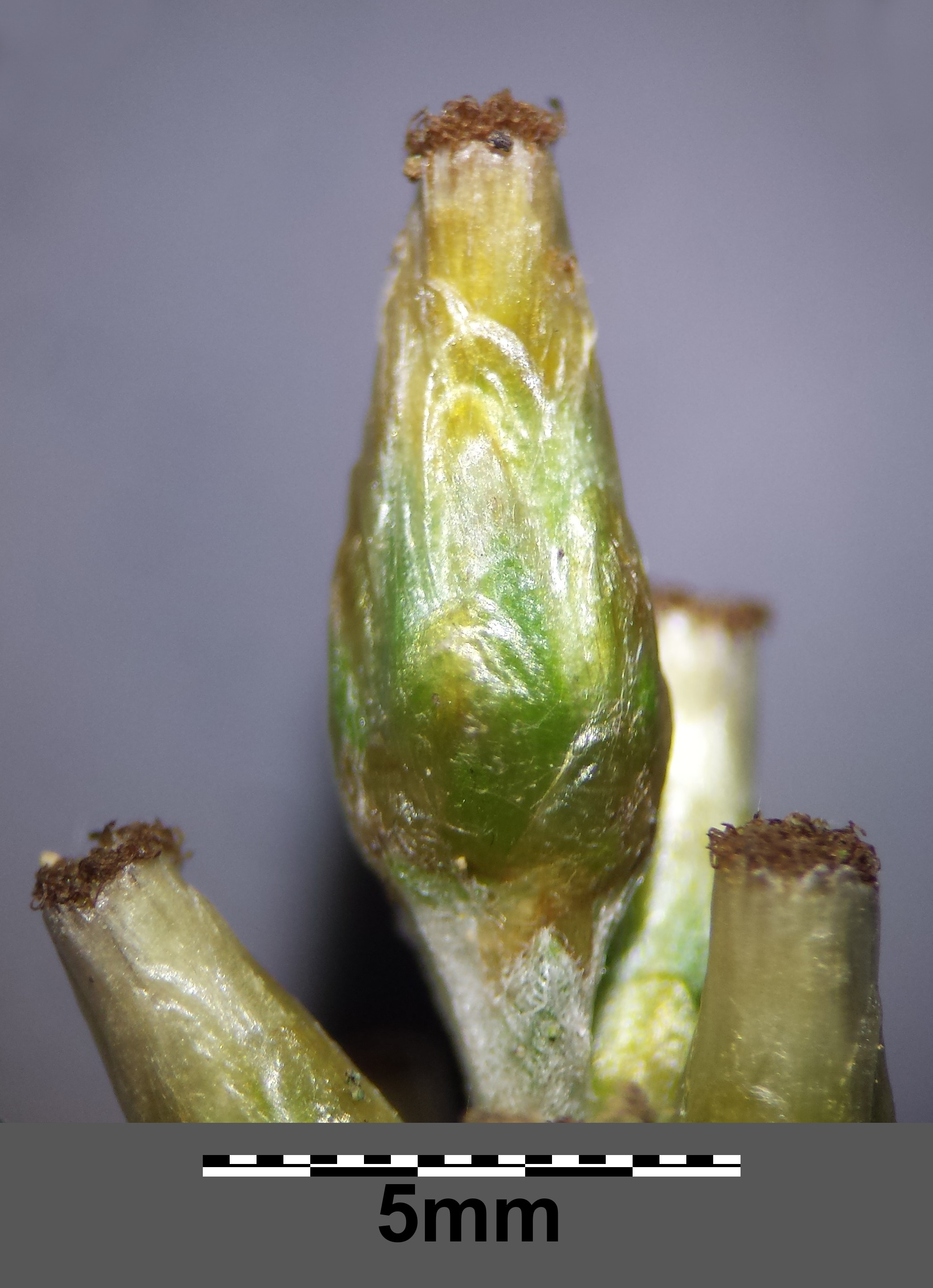
кошик (квіткова голова)
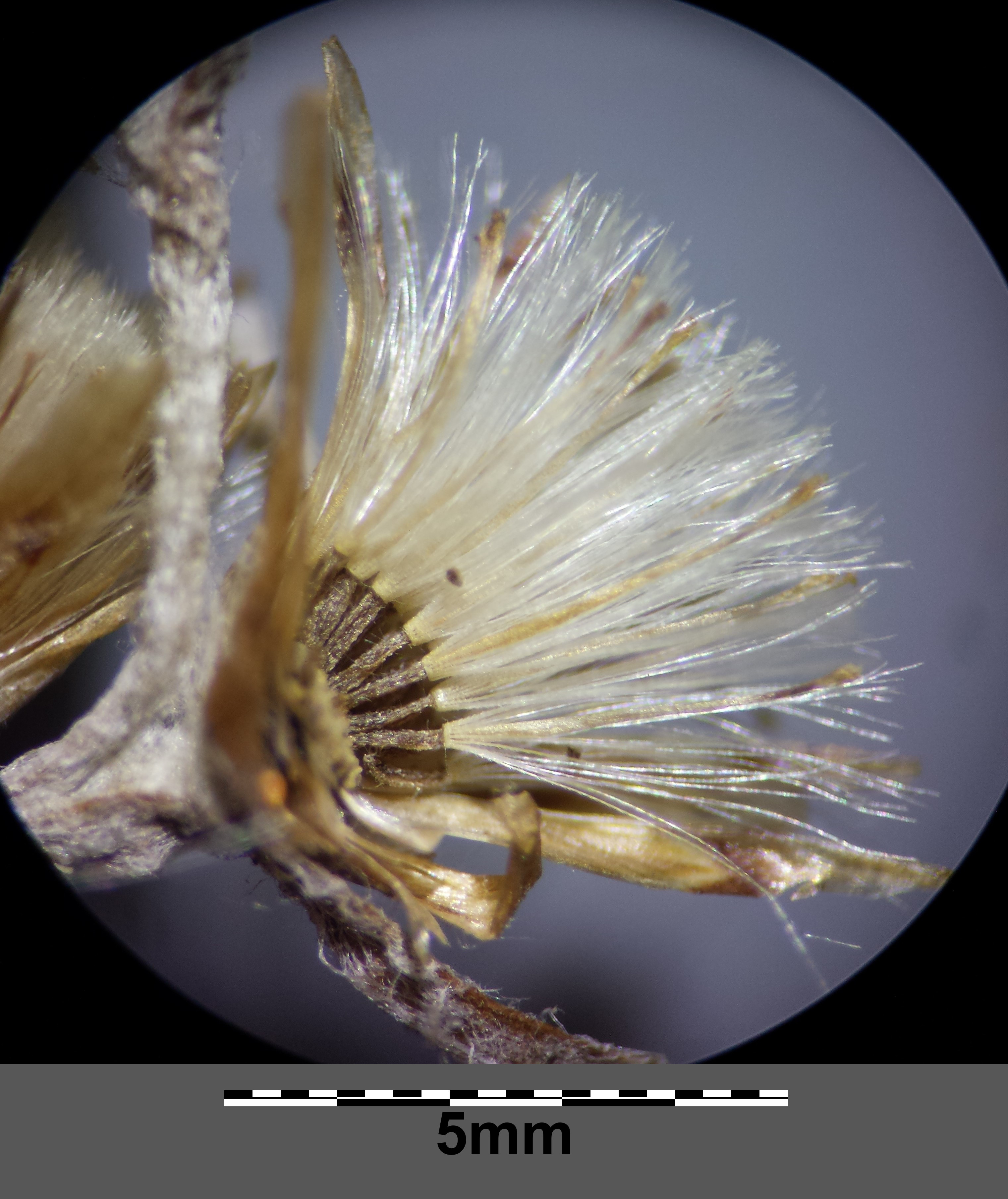
кошик з плодами
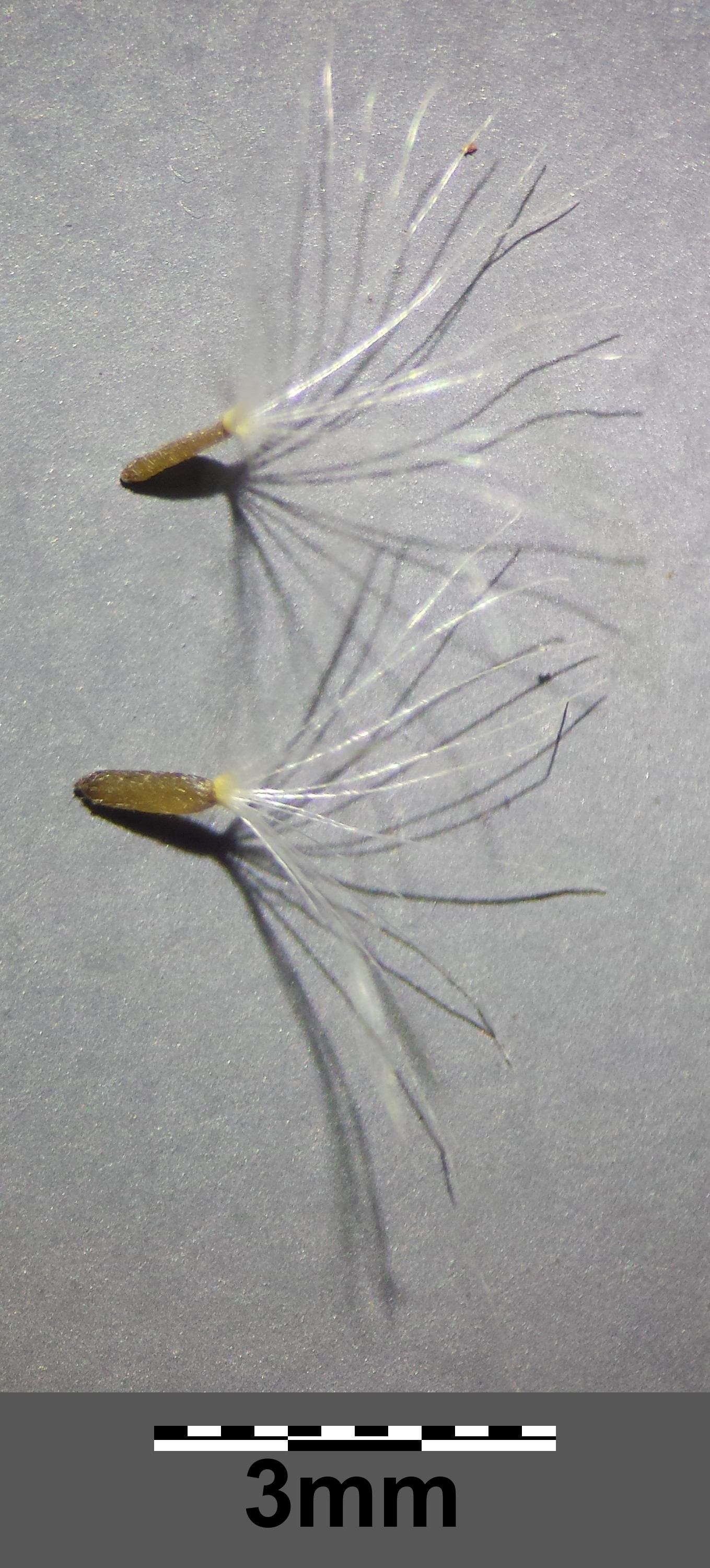
сім'янка з папусом
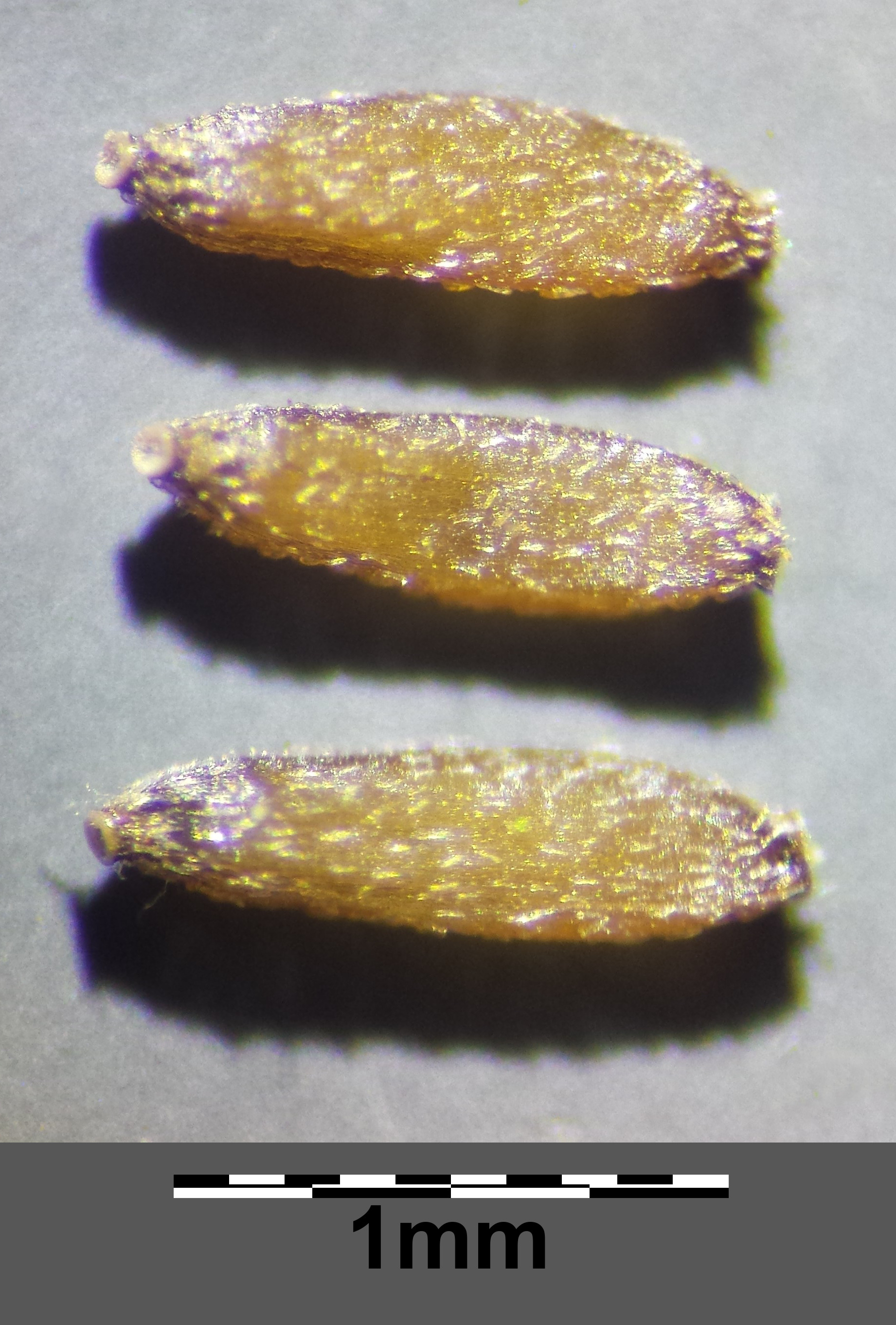
сім'янка
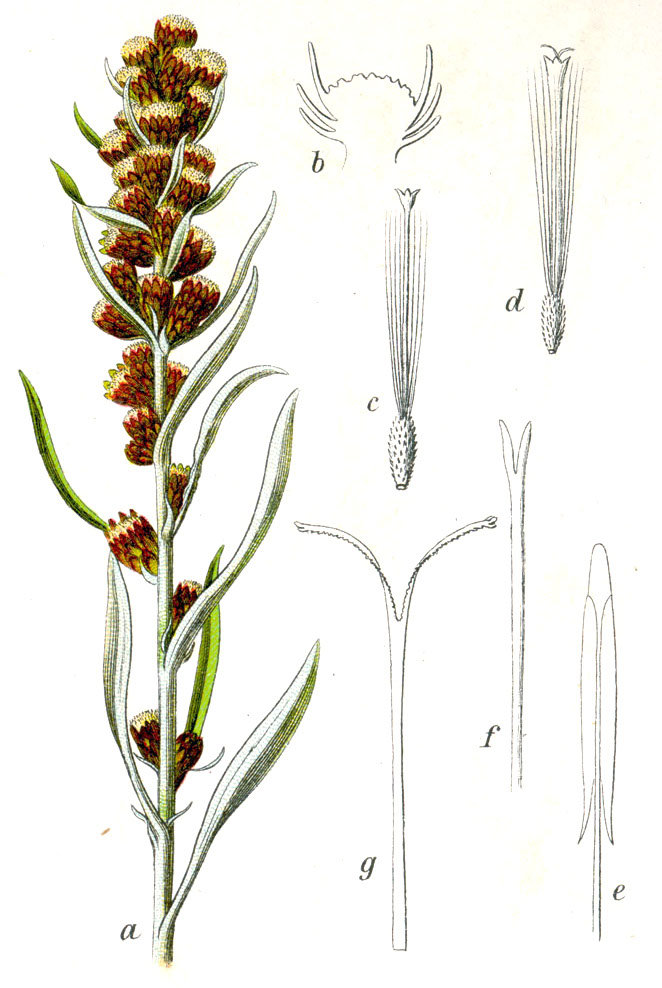
ілюстрація